# Coromandeleend
De coromandeleend (Nettapus coromandelianus) is een eend uit de familie Anatidae die voorkomt in Azië en Australië.

## Kenmerken
De coromandeleend is 30 tot 38 cm lang. Het gewicht varieert tussen de 185 en 439 gram. De ondersoort in Australië is gemiddeld 125 gram zwaarder en mannetjes zijn gemiddeld 60 gram zwaarder dan vrouwtjes. Het mannetje is in de broedtijd groen gekleurd van boven, met een smalle donkere band over de borst, een geheel wit "gezicht", een rood oog en een donkere kruin, zwarte snavel en grijze poten. Het volwassen vrouwtje heeft een donkere oogstreep, een wat grotere donkere vlek op de kruin, een vuilgele snavel en is van boven bruin en ook van onder, maar lichter. In de winter lijkt het mannetje op het vrouwtje, maar houdt meer wit op de kop.

## Verspreiding
Er zijn twee ondersoorten:
- N. c. coromandelianus:  van India tot zuidelijk China, Indonesië en Nieuw-Guinea.
- N. c. albipennis: noordoostelijk Australië.

Het leefgebied bestaat uit zoet water in vlak, open landschap in subtropisch en tropisch gebied. Moerassen, plassen, meren, lagunes die goed voorzien zijn van oever- en onderwaterplanten, soms ook in mangrove. De dieren voeden zich met watervegetatie, insecten en schaaldieren.

## Status
De grootte van de populatie werd in 2006 geschat op 0,13 tot 1,1 miljoen individuen, Men veronderstelt dat de soort in aantal stabiel is. Om deze redenen staat de coromaneleend als niet bedreigd op de Rode Lijst van de IUCN.

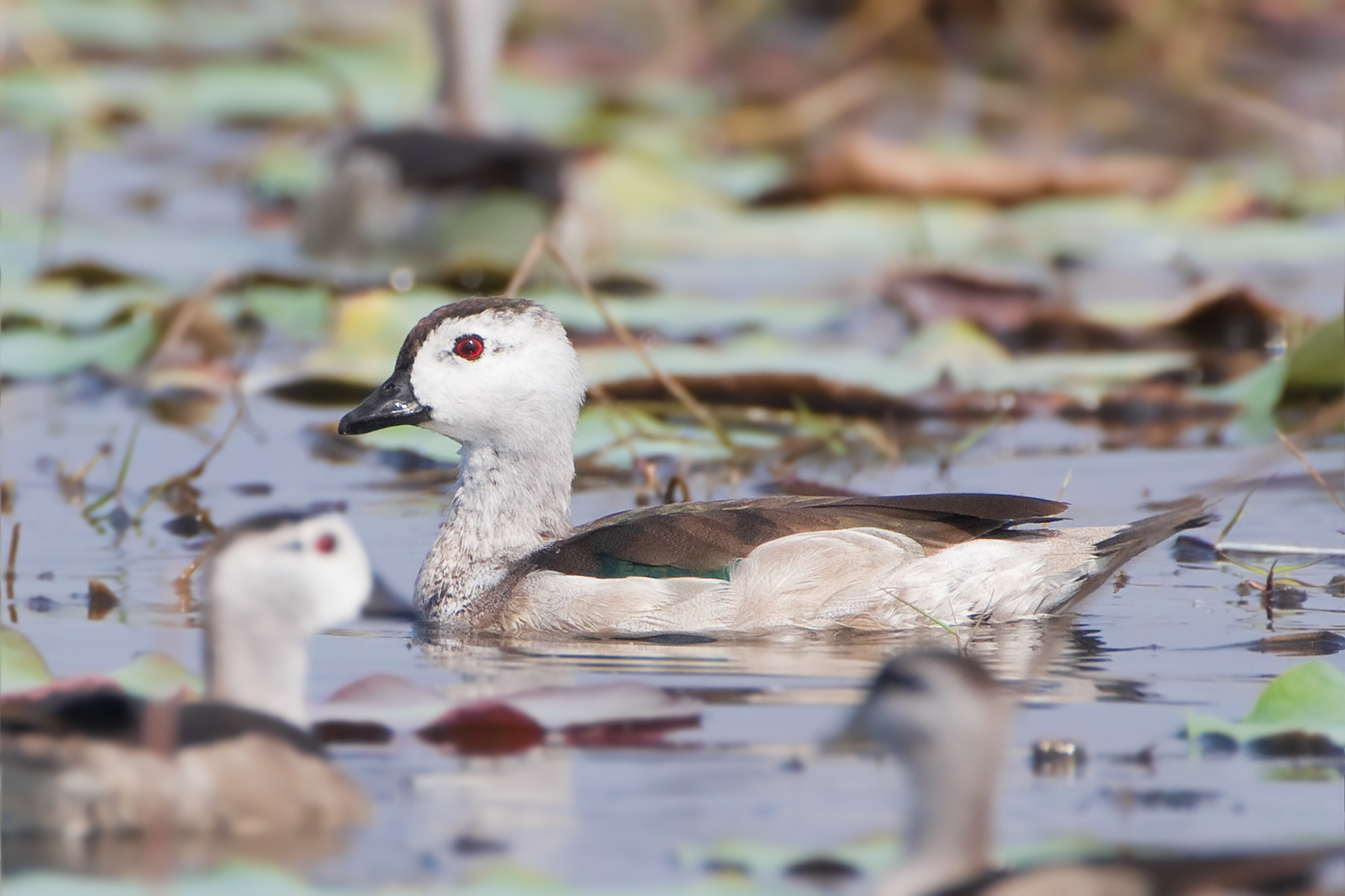
Twee mannetjes
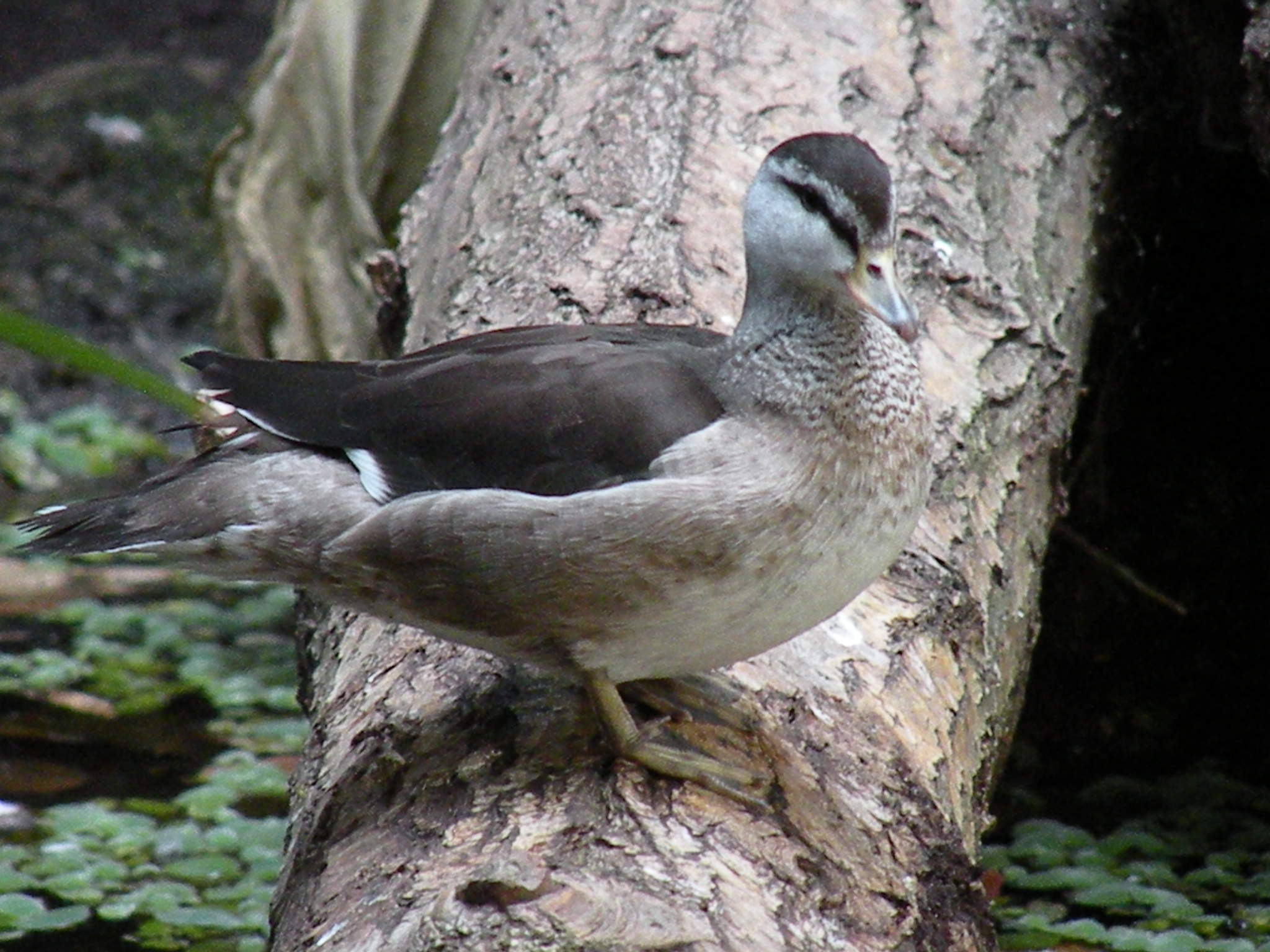
Vrouwtje